# Asiatischer Moschusbockkäfer
Der Asiatische Moschusbockkäfer (Aromia bungii, gelegentlich abgekürzt als AMB oder nach dem englischen red-necked longhorn beetle RLB) ist eine in China und Korea heimische Käferart und gehört zur Familie der Bockkäfer. Er gilt als Holzschädling und wurde auch nach Europa eingeschleppt. Der erste Nachweis aus Deutschland stammt von 2011.

## Merkmale
Die adulten Käfer sind mit Körperlängen zwischen 20 und 40 mm große Bockkäfer. Die Fühler sind sehr lang, beim Weibchen meist mehr als körperlang, beim Männchen beinahe doppelt so lang wie der Körper. Der Halsschild ist stark skulpturiert und uneben mit beiderseits einem spitzen Dorn oder Tuberkel, die Flügeldecken (Elytren) hingegen glatt und glänzend, nur bei stärkerer Vergrößerung etwas gerunzelt und schwach punktiert. Sie sind immer dunkel und entweder blau oder grün metallglänzend.
Als wichtigster Unterschied zum europäischen Moschusbock wird meist das rot gefärbte Pronotum (Halsschild) genannt (wobei die Basis und der Vorderrand normalerweise dunkel sind). Dieses Merkmal ist bei eingeschleppten Tieren in Mitteleuropa meist zutreffend, aber nur mit Vorsicht verwendbar. Es existieren Populationen von Aromia bungii mit einheitlich dunkelmetallischer Färbung ohne rote Anteile, diese wurden als Unterart oder Varietät cyanicornis (ursprünglich als Art Aromia cyanicornis Guérin‐Méneville, 1844 formal beschrieben, diese wurde später synonymisiert), sie wurden inzwischen auch in Europa (Italien) gefunden. Zudem existieren auch Unterarten von Aromia moschata mit roter Färbung des Halsschilds. Die Unterart Aromia moschata ambrosiaca (Steven, 1809) hat ein völlig rot gefärbtes Pronotum oder eine in die rote Färbung eingelagerte dunkle Längslinie, diese ist im europäischen und afrikanischen Mittelmeerraum, in Südanatolien, im Kaukasus und im Süden Russlands weit verbreitet; 2014 wurde vorgeschlagen, sie in den Artrang zu erheben. In Zentralasien existieren weitere Formen des Moschusbocks mit rotem Halsschild wie etwa Aromia moschata malukhini.

## Lebensweise
Die Käfer befallen insbesondere vorgeschädigte Bäume der Gattung Prunus. Als Wirtsarten sind im natürlichen Verbreitungsgebiet der Art unter anderem bekannt Prunus grayana Maxim., Prunus japonica f. rufinervis (Nakai) T.B. Lee, Prunus mume Siebold & Zucc., Prunus padus L., Prunus persica (L.) Batsch, Prunus salicina Lindl., Prunus yedoensis Matsum. und andere Arten der Gattung. In China sind sie bedeutsame Schädlinge in Kulturen von Pfirsich, Aprikose und Süßkirsche. Ein Vorkommen an Laubbäumen anderer Gattungen wie Salix (Weiden) oder Ebenholzbäumen (Diospyros) wird gelegentlich angegeben, ist aber unsicher und bedarf der Bestätigung.
Bis zu mehr als 700 der 6–7 mm langen Eier werden von den Weibchen in Rindenvertiefungen, oft nahe der Stammbasis, aber auch an Grobästen, abgelegt. Die Larven schlüpfen recht bald und legen Fraßgänge (Galerien) im Splintholz an, sie dringen auch bis ins Kernholz vor und verpuppen sich regelmäßig dort in einer Puppenwiege. Reife Larven erreichen 38 bis 50 Millimeter Körperlänge. Im letzten Stadium wird ein ovales Ausflugloch von etwa 12 mm Durchmessern genagt, aus dem auch Kot und Bohrmehl geschoben wird. Dies kann als Merkmal für einen Befall herangezogen werden. Die Art benötigt zur Entwicklung, je nach Klima, zwei bis vier Jahre. Altlarven und Puppen können mehrere Monate in gefällten Stämmen, Brennholzscheiten oder genutzten Holzprodukten überleben und danach erfolgreich ausfliegen. Imaginale Käfer sind tagaktiv, sie besitzen eine Lebensdauer von 15 bis 20 Tagen.

## Schädigung
Da die geschlüpften Käfer auch denselben Baum wieder befallen können, kann die Schädigung durch die umfangreichen Galerien erheblich sein. Teile der Rinde können sich ablösen, teilweise kann es durch die Zerstörung des Kambiums zum Absterben des Baumes führen. Es werden überwiegend alte, gestresste oder vorgeschädigte, aber in jedem Fall noch lebende Bäume befallen, nach Beobachtungen in Italien ist ein Befall junger und gesunder Bäume aber auch möglich. Durch die Verletzungen können auch Holzfäule verursachende Pilze leicht eindringen und den Baum zusätzlich schädigen. Da das Schadpotential als erheblich eingeschätzt wird, wurden um die bei Rosenheim und Kolbermoor erkannten Vorkommen Holz-Quarantänezonen erlassen, aus denen kein Holz von Laubbäumen mitgenommen werden darf. Der Käfer wurde auf die Eppo-A1-Liste (Quarantäne-Schädlinge) aufgenommen.

## Verbreitung
Der Asiatische Moschusbockkäfer ist in China weit verbreitet. Weitere Angaben liegen von aus Nord- und Südkorea sowie der Mongolei, möglicherweise auch aus Vietnam.
Er wurde vermutlich über pflanzliches Verpackungsmaterial, vor allem Verpackungsholz, aber auch möglicherweise Pflanzen oder Holz nach Italien und Südbayern eingeschleppt. Der Erstnachweis erfolgte 2011 an einem älteren Exemplar der Kriechen-Pflaume (Prunus domestica subsp. insititia) in einem Garten im bayrischen Kolbermoor. 2016 gelang ein weiterer Fund an einem Kirschbaum nur wenige Kilometer entfernt von dort in Rosenheim, mit Nachweis der Vermehrung.  Inzwischen liegen Sichtbeobachtungen aus Baden-Württemberg vor.
2012 wurde ein größerer Befallsherd nahe Neapel (Süditalien) festgestellt, 2013 ein weiterer nahe Mailand (Norditalien). Hier wurden Obstbäume (Aprikose, Pflaume und Süßkirsche), sowohl in privaten Gärten wie auch in kommerziellen Obstbetrieben, befallen. Das Befallsgebiet in Süditalien (Kampanien) ist inzwischen größer als 250 Quadratkilometer. Weitere Einschleppungen wurden 2008 nach Großbritannien (dort aber nicht eingebürgert) und ab 2013 nach Japan bekannt, wo er die durch die Kirschblüte kulturell wichtigen Zierkirschen bedroht.

## Taxonomie
Die Art wurde 1835 von dem aus Deutschland stammenden und in Russland arbeitenden Entomologen Franz Faldermann in seinem Werk Coleopterorum ab illustrissimo Bungio in China boreali, Mongolia et montibus Alaicis collectorum, nec non ab ill. Turczaninoffio et Stschukino e provincia Irkutzk missorum illustrationes als Cerambyx bungii erstbeschrieben. Der Name ehrt den Forschungsreisenden Alexander von Bunge, der ihn entdeckte und sein Sammlungsmaterial Faldermann zur Verfügung stellte. Die Art wurde von Ludwig Ganglbauer in die Gattung Aromia transferiert. Die Gattung umfasst in heutiger Auffassung vier Arten. Sie gehört innerhalb der Unterfamilie Cerambycinae zur Tribus Callichromatini.